# Deep Impact
Deep Impact NASA-ina je letjelica napravljena za istraživanje unutrašnjosti kometa Tempel 1. Dana 4. srpnja 2005. u 5:52 UTC jedan se dio letjelice Deep Impact uspješno zabio u jezgru kometa. Fotografije su pokazale da je komet sastavljen od više prašine i leda nego što je bilo očekivano. Udar je napravio velik oblak prašine i leda.
Prijašnje svemirske misije prema kometima kao Giotto i Stardust bile su proletne misije u kojima je bilo moguće samo fotografirati i istraživati površinu kometa s udaljenosti.

## Misija
Tempel kruži oko Sunca pet i pol godina i može se približiti Zemlji do 133 milijuna kilometara. Glavni cilj misije Deep Impact bio je:
- Istražiti unutrašnjost kometa Tempel 1.
- Poboljšati razumijevanje ključnih svojstava jezgre komete i prvi put izravno istraživati unutrašnjosti kometa
- Odrediti svojstva površinskih slojeva kao što su gustoća, poroznost, stabilnost i sastav
- Usporediti površinske slojeve i unutarnje slojeve kometa promatranjem kratera i izvorne površine prije udara
- Poboljšati razumijevanje evolucije kometne jezgre, osobito prijelaza u stanje mirovanja, usporedbom unutrašnjosti i površine

Cilj misije stoga je bio istražiti razlike između svojstava unutrašnjosti jezgre kometa i njegove površine.

## Lansiranje i put
Od dana lansiranja 12. siječnja 2005., Deep Impact je putovala 429 milijuna kilometara u 174 dana da bi došla do kometa Tempel 1. Prosječna brzina je bila 28,6 km/s (103.000 km/h ili 64.000 mph). Kada se letjelica našla u blizini kometa, podijelila se na dva dijela – na impaktora i proletnu sondu. Impaktor je koristio svoje potisnike da se pomakne na stazu kometa. Masa impaktora je bila 370 kilograma. Znanstvenici vjeruju da je udar u velikoj brzini mogao stvoriti krater širine 100 m. Ipak, krater se nije uočilo zbog oblaka prašine koji je nastao nakon udara impaktora.
Nekoliko minuta poslije udara, proletna sonda prošla je pokraj jezgre kometa na udaljenosti od 500 km. Cijeli je događaj promatran teleskopima na Zemlji i orbitalnim opservatorijima, uključujući tu i Hubble, Chandru, Spitzera i XMM-Newtona. Udar je također promatran i kamerama i spektroskopima na letjelici Rosetta koja je u tom trenutku bila 80 mil. Km udaljena od kometa. Nakon kometa Tempel 1, letjelica je 2010.godine napravila prelet kraj kometa Hartley 2.

## Dizajn i instrumenti
Letjelica je napravljena od dva dijela - 370 kg impaktor i proletni dio koji će slikati krater koji će nastati udarom impaktora.
Flyby dio letjelice ima dvije kamere – kameru visoke rezolucije (High Resolution Imager) i kameru srednje rezolucije (Medium Resolution Imager). HRI (High Resolution Imager) je uređaj koji se sastoji od kamere za vidljivu svjetlost, infracrvenog spektrometra i modula za slikanje. Podešen je za promatranje jezgre kometa. MRI (Medium Resolution Imager) je pomoćni uređaj i prvenstveno je bio korišten za navigaciju tijekom zadnjih 10 dana prilaska kometu.
Impaktor se sastoji od instrumenta koji je identičan MRI instrumentu, zvanog Impactor Targeting Sensor (ITS). Njegova uloga je bila utvrditi putanju Impactora. Kako se Impactor približavao kometu ova kamera je fotografirala komet s visokom razlučivošću (0,2 m/pixel). Te slike su bile poslane prema Flyby dijelu prije nego što je Impactor uništen. Posljednja slika je napravljena 3,7 sekunda prije udara.

## Prije lansiranja
Misija Deep Impact je prvi put bila predložena 1996. Međutim, NASA-ini inženjeri nisu mislili da će se letjelica uspjeti zabiti u komet. U 1999., misija Deep impact je prihvaćena kao dio NASA-inog programa misija niske cijene. Ime misije dijeli i film Deep Impact u kojoj komet udara u Zemlju.

## Lansiranje
Misija je prvotno bila zabilježena za lansiranje 30. prosinca 2004., ali je NASA odgodila to lansiranje da bi dobili više vremena za testiranje softvera. Uspješno je lansirana s Cape Canaverala 12. siječnja 2005. na raketi Delta 2.
11. veljače, rakete na letjelici Deep Impact su se upalile kako bi izvele promjenu smjera letjelice. Ta promjena smjera je bila tako precizna da je sljedeći manevar 31. ožujka otkazan. Tijekom leta prema kometu svi instrumenti su bili testirani.

## Faza putovanja
25. ožujka je započela faza putovanja prema kometu. Ta faza se nastavila sve do oko 60 dana prije susreta s kometom. 25. travnja letjelica je napravila svoju prvu sliku s udaljenosti od oko 64 milijuna km.
4. svibnja letjelica je napravila drugu promjenu smjera. Rakete su bile upaljene 95 sekunda, a brzina letjelice je bila promijenjena za 18,2 km/h.

## Faza prilaska
Faza prilaska je započela 60 dana prije susreta s kometom pa sve do 5 dana prije susreta.
23. lipnja je uspješno izvedena prva od dvije posljednje korekcije smjera.

## Faza udara
Faza udara u komet je započela 29. lipnja, pet dana prije udara. Impaktor se uspješno odvojio od proletnog dijela. Prve slike očekivale su se oko 2 sata poslije odvajanja.
Proletni dio je izveo prvi od dva manevra radi izbjegavanja štete. 14-minutno paljenje je usporilo letjelicu. Također, letjelica je prijavila da veza između impaktora i proletnog dijela funkcionira po očekivanju.
Impaktor je udrio u 5:45 UTC ujutro 4. srpnja.

## Rezultati
Podatci s misije se još uvijek analiziraju, ali početni rezultati su bili iznenađujući. Materijal izbačen s jezgre se sastojao od više prašine i manje leda nego što je bilo očekivano.
Jedno razočaranje je bilo to što se impaktor nije probio dublje od gornjih slojeva materijala u kometu. Čini se da je impaktor samo "ogrebao površinu".
Analiza podataka s teleskopa Swift pokazala je da je komet nastavio ispuštati materijal s jezgre sljedećih 13 dana. Ukupno 250 000 tona vode je izgubljeno.

## EPOXI
NASA je nakon što je Deep Impact uspješno obavio svoju primarnu misiju preimenovala letjelicu u EPOXI.
Zadatak letjelice EPOXI bio je preletjeti kraj kometa Hartley 2. Letjelica je nakon tri kruga oko zemlje ubačena u stazu koja ju je 4. studenoga 2010. dovela do kometa Hartley 2.

## Pošaljite svoje ime na komet
Zanimljivost misije je bila mogućnosti slanja imena na komet. Posjetitelji stranica Jet Propolusion Laboratory-ja su bili pozvani da upišu svoje ime između svibnja 2003. i siječnja 2004. koje se onda poslalo na mini-CD-u koji je bio pričvršćen na impaktor.